# Seraing
Seraing, tudi Seraing-sur-Meuse (valonsko Sèrè), je frankofonsko mesto v belgijski regiji Valoniji (provinca Liège). Leta 2011 je mesto imelo 63.142 prebivalcev; je del velike Lieške aglomeracije s 600.000 prebivalci.
Mesto je znano po tovarni kristalnega stekla Val Saint Lambert, ki deluje od leta 1826 na mestu nekdanje cistercijanske opatije. V Seraingu se je nahajala nekdanja poletna rezidenca Lieških knezoškofov, dvorec Cockerill, danes v posesti tovarne jekla Arcelor.

## Geografija
Seraing se nahaja v pokrajini Valoniji ob reki Meuse 10 km jugozahodno od središča Liègea.

## Pobratena mesta
- Châtel (Rona-Alpe, Francija),
- Douai (Nord-Pas-de-Calais, Francija),
- Linares (Andaluzija, Španija),
- Rimini (Emilija-Romanja, Italija).